# Брус Спенс
Брус Спенс (енгл. Bruce Spence; Окленд, 17. септембар 1945) је новозеландски глумац.